# Festivalul Internațional al Primului Film
Festivalul internațional al primului film se desfășoară în Franța, la Annonay (în Ardèche) și și-a sărbătorit cea de-a 25 ediție în anul 2008.

## Desfășurarea festivalului
Festivalul are loc la sfârșitul lunii ianuarie - începutul lunii februarie din fiecare an.
Particularitatea acestui festival este faptul că juriul este compus din cinefili din diferite regiuni, sub președinția unui profesionist al filmului.
Prin acest festival, se urmărește promovarea filmelor din întreaga lume, exemple de diversitate a creației cinematografice, prin intermediul tinerilor. O sută de sesiuni sunt programate în decursul celor 11 zile ale Festivalului, incluzând o secțiune competitivă în care 9 filme de lung metraj apar în premieră, fiind selectate cele mai bune filme lansate în anul respectiv.

## Recompense
Festivalul oferă diferite premii:
- Grand prix du jury (În românește: Marele Premiu al juriului);
- Prix spécial du jury (În românește: Premiul special al juriului);
- Prix du public (În românește: Premiul publicului);
- Prix du jury lycéen (În românește: Premiul juriului licean).

## Palmaresurile Marelui Premiu al juriului
- 2002: L'Orphelin d'Anyang (Orfanul din Anyang), de Chao Wang
- 2003: Occident, de Cristian Mungiu (România)
- 2004: On dirait le Sud, de Vincent Pluss (Elveția)
- 2005: Buena Vida (Delivery), de Leonardo Di Cesare
- 2006: Saimir, de Francesco Munzi (Italia)
- 2008: Teeth of love, de Zhuang Yuxin (China)
- 2009: Peacefire (Focul Păcii), de Macdara Vallely (Irlanda)
- 2010: The Strength of Water, de Armagan Ballantine(Noua Zelana
- 2011: Si je veux siffler, je siffle (titlul românesc: Eu când vreau să fluier, fluier), de Florin Șerban (România)
- 2012: Roméo Onze, de Ivan Grbovic (Canada)
- 2013: Periferic, de Bogdan George Apetri (România)
- 2014: Épilogue, de Amir Manor (Israel)
- 2015: Blind, de Eskil Vogt (Norvegia)
- 2016: Sleeping Giant, de Andrew Cividino (Canada)
- 2017 : In between / Je danserai si je veux, de Maysaloun Hamoud (Palestina)